# كريستوفر سورينتينو
كريستوفر سورينتينو (بالإنجليزية: Christopher Sorrentino)‏ (20 مايو 1963)؛ روائي أمريكي.